# Nationale 1 2005-2006 (hockey su pista)
Il Nationale 1 2005-2006 è stata la 90ª edizione del torneo di primo livello del campionato francese di hockey su pista; fu disputato dal 1º ottobre 2005 al 3 giugno 2006.
Il titolo fu conquistato dallo SCRA Saint-Omer, al suo sesto titolo.

## Stagione

### Formula
Il Nationale 1 2005-2006 vide ai nastri di partenza dodici club; la manifestazione fu organizzata con un girone all'italiana, con gare di andata e ritorno per un totale di ventidue giornate: erano assegnati tre punti per l'incontro vinto, due punti a testa per l'incontro pareggiato e uno per la sconfitta. Al termine della stagione regolare la vincitrice venne proclamata campione di Francia. Le squadre classificate dall'undicesimo al dodicesimo posto retrocedettero direttamente in Nationale 2, il secondo livello del campionato.

## Classifica finale
|                    | Pos. | Squadra         | Pt | G  | V  | N | P  | GF  | GS  | DR   |
| ------------------ | ---- | --------------- | -- | -- | -- | - | -- | --- | --- | ---- |
| Francia (bandiera) | 1.   | SCRA Saint-Omer | 63 | 22 | 19 | 3 | 0  | 134 | 35  | +99  |
|                    | 2.   | La Vendéenne    | 57 | 22 | 16 | 3 | 3  | 93  | 37  | +56  |
|                    | 5.   | Coutras         | 53 | 22 | 14 | 3 | 5  | 121 | 63  | +58  |
|                    | 4.   | Mérignac        | 52 | 22 | 13 | 4 | 5  | 95  | 63  | +32  |
|                    | 5.   | Ploufragan      | 52 | 22 | 14 | 2 | 6  | 141 | 66  | +75  |
|                    | 6.   | Quévert         | 47 | 22 | 11 | 3 | 8  | 60  | 65  | -5   |
|                    | 7.   | Noisy-le-Grand  | 39 | 22 | 8  | 1 | 13 | 68  | 77  | -9   |
|                    | 8.   | Villejuif       | 39 | 22 | 7  | 3 | 12 | 64  | 95  | -31  |
|                    | 9.   | Nantes          | 37 | 22 | 6  | 3 | 13 | 55  | 78  | -23  |
|                    | 10.  | Saint-Brieuc    | 37 | 22 | 6  | 3 | 13 | 52  | 81  | -29  |
|                    | 11.  | Ergué-Gabéric   | 26 | 22 | 1  | 2 | 19 | 31  | 134 | -103 |
|                    | 12.  | Quimper         | 25 | 22 | 2  | 0 | 20 | 26  | 146 | -120 |

Legenda:
  Vincitore della Coppa di Francia 2005-2006.
      Campione di Francia e ammessa alla CERH Champions League 2006-2007.
      Ammesse alla CERH Champions League 2006-2007.
      Ammesse alla Coppa CERS 2006-2007.
      Retrocesse in Nationale 2 2006-2007.
Note:
Tre punti a vittoria, due a pareggio, uno a sconfitta.